# Pyrenäen-Lilie
Die Pyrenäen-Lilie (Lilium pyrenaicum Gouan) ist eine Art aus der Gattung der Lilien (Lilium) in der Candidum-Sektion innerhalb der Familie der Liliengewächse (Liliaceae).

## Beschreibung
Die Pyrenäen-Lilie ist eine mehrjährige, krautige Pflanze, die Wuchshöhen von 40 bis 120 Zentimetern erreicht. Die Zwiebeln sind rundlich und erreichen einen Durchmesser von etwa 7 cm, sie sind mit weißen Schuppen überzogen, die an der Luft rosa nachdunkeln.
Der Stängel ist hart und gerade. Die schmalen, lanzettlichen Laubblätter sind wechselständig und dicht um den Stängel verteilt.

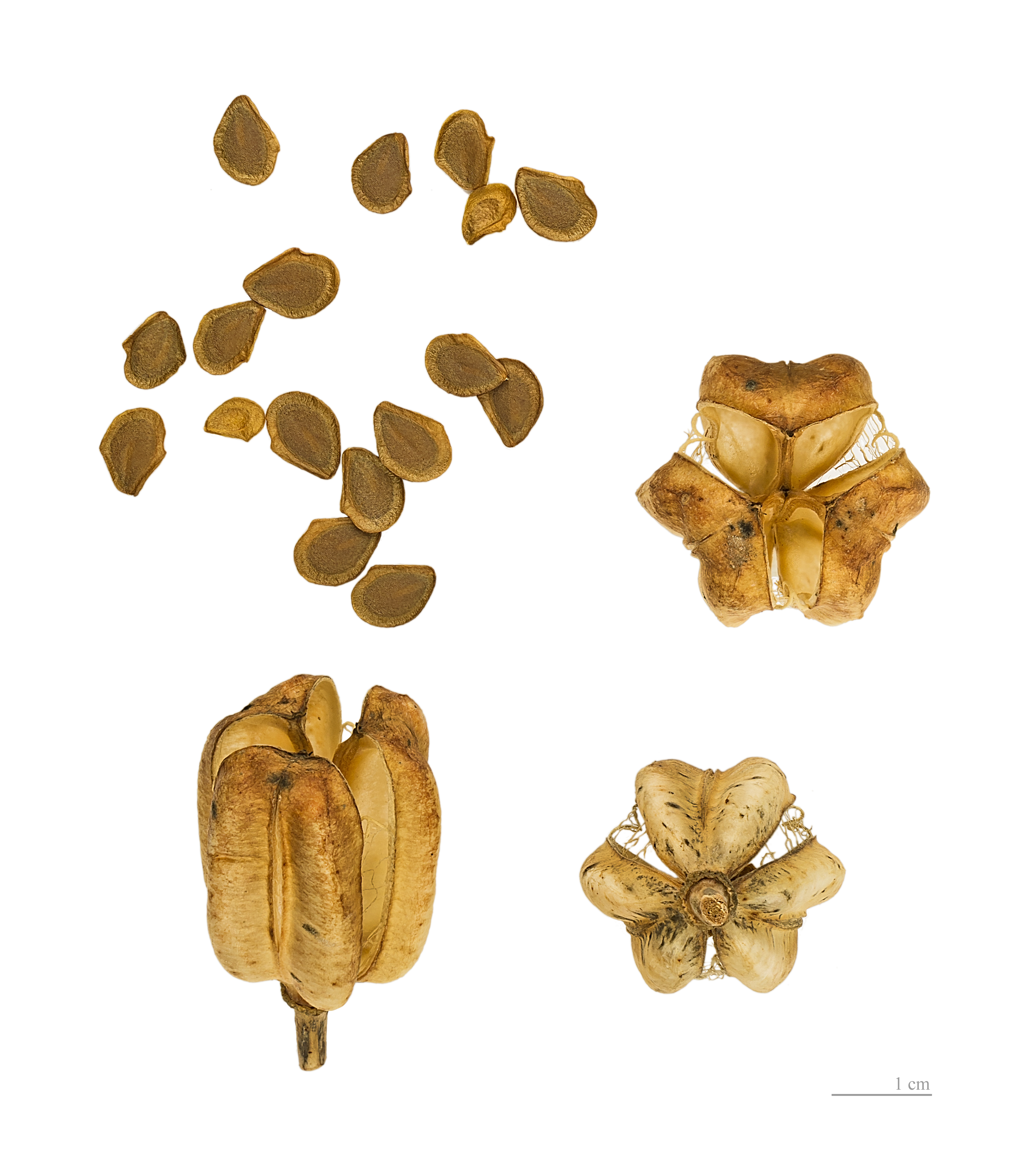
Lilium pyrenaicum, Früchte und Samen

Diese Art blüht von Mai bis Juni in einem rispigen Blütenstand mit ein bis zwölf nickenden Blüten. Die zwittrigen Blüten sind dreizählig, haben einen Durchmesser von etwa 4 cm und duften unangenehm. Die sechs gleichgestalteten Blütenhüllblätter (Tepalen) sind stark zurückgebogen (Türkenbundform). Die Grundfarbe der Blüten ist hellgelb bis grünlich mit schwarzen Punkten und Stricheln. Es sind sechs Staubblätter vorhanden. Die Antheren sind etwa 10 mm groß, die Pollen leuchtend orangerot und die Filamente grün. Die Nektarien sind dunkel. Je Blüte gibt es drei Fruchtblätter.
Der Samen der Pyrenäen-Lilie keimt verzögert-hypogäisch.
Die Chromosomenzahl beträgt 2n = 24.

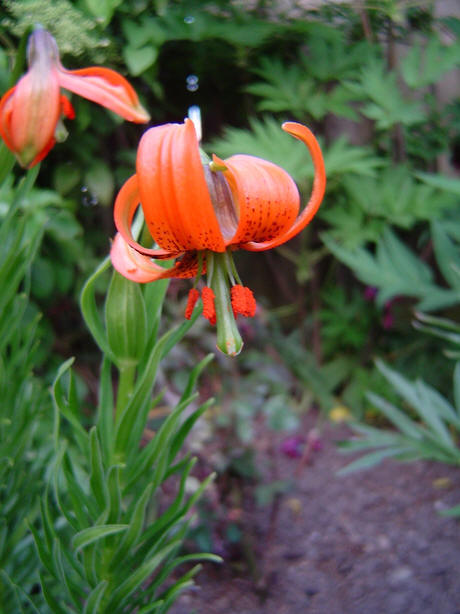
Lilium pyrenaicum f. rubrum

## Verbreitung und Standort
Die Pflanze ist selten, sie ist in den Pyrenäen endemisch und kommt damit in Frankreich, Andorra und Spanien vor. In Großbritannien ist sie ein Neophyt.
Die Pyrenäen-Lilie braucht einen feuchten, humusreichen, nicht nassen Boden.

## Taxonomie und Systematik
Die Pyrenäen-Lilie wurde 1773 von Antoine Gouan in Illustrationes et Observationes Botanicae, ad specierum historiam facientes  Seite 25 als Lilium pyrenaicum erstbeschrieben.
Neben der Nominatform Lilium pyrenaicum subsp. pyrenaicum existieren:
- Lilium pyrenaicum f. rubrum Stoker: Mit roter Blüte.
- Lilium pyrenaicum subsp. ponticum (K.Koch) V.A.Matthews: Die Einstufung ist sehr umstritten, sie wird auch als Lilium ponticum K. Koch oder Lilium carniolicum subsp. ponticum (K.Koch) P.H.Davis & D.M.Hend. geführt.
- Lilium pyrenaicum subsp. carniolicum (Bernh. ex W.D.J.Koch) V.A.Matthews wurde als eigene Art, die Krainer Lilie (Lilium carniolicum Bernh. ex W.D.J.Koch) erkannt.

## Kultivierung
Die Pyrenäen-Lilie ist in Natur selten, sie lässt sich jedoch leicht in tiefem, lockeren, humusreichen Boden nachziehen. In Deutschland tritt sie vereinzelt als Neophyt auf.